# Praid
Praid est une commune dans le județ de Harghita en Roumanie. Elle est située dans l'est de la Transylvanie, et elle comprend 6 villages : Becaș, Bucin, Ocna de Jos, Ocna de Sus, Praid, Șașvereș.

## Histoire
Les gisements de sel de Praid, exploités systématiquement au cours de plusieurs siècles, se sont formés il y a 13,5 millions d'années au fond d'une mer peu profonde et dans un climat tropical.

## Démographie
Lors du recensement de 2011, 91,67 % de la population se déclarent hongrois et 2,64 % comme  roms (4,79 % ne déclarent pas s'appartenance ethnique et 0,87 % d'une autre ethnie).

## Politique
| Parti | Parti                                      | Sièges |
| ----- | ------------------------------------------ | ------ |
|       | Union démocrate magyare de Roumanie (UDMR) | 9      |
|       | Parti civique magyar (PCM)                 | 5      |
|       | Indépendant                                | 1      |

## Tourisme
Depuis 1998, la commune de Praid est le lieu permanent du Festival International des Sarmale, un rassemblement consacré à cette spécialité culinaire roumaine.